# وال رتسو
وال رتسو (به ایتالیایی: Val Rezzo) یک کومونه در ایتالیا است که در استان کومو واقع شده‌است.

## خصوصیات
وال رتسو ۶٫۶ کیلومترمربع مساحت و ۲۰۲ نفر جمعیت دارد.